# Dargo
Dargo è un dipartimento del Burkina Faso classificato come comune, situato nella provincia  di Namentenga, facente parte della Regione del Centro-Nord.
Il dipartimento si compone del capoluogo e di altri 17 villaggi: Bilkoundi, Boko, Boulmiougou-Mossi, Boulmiougou-Peulh, Darbilin, Dazanrin, Falguin, Kancé, Kogossablogo, Komtoèga, Namassa, Noli, Towogodo, Yaongo, Yelembidou, Youguin e Zisségré.